# Кампо-де-Гомара
Кампо-де-Гомара (исп. Campo de Gómara)  — район (комарка) в Испании, входит в провинцию Сория в составе автономного сообщества Кастилия и Леон.

## Муниципалитеты
1. Агреда
2. Альконаба
3. Альдеалафуэнте
4. Альдеальпосо
5. Альдеальсеньор
6. Альдеуэла-де-Перианьес
7. Алиуд
8. Альмахано
9. Альмалуэс
10. Альмасуль
11. Альменар-де-Сория
12. Аранкон
13. Бератон
14. Бльекос
15. Боробиа
16. Буберос
17. Буйтраго
18. Кабрехас-дель-Кампо
19. Кандиличера
20. Каньямаке
21. Карабантес (Сория)
22. Сиуэла
23. Сирия (Сория)
24. Сирухалес-дель-Рио
25. Куэва-де-Агреда
26. Деванос
27. Деса
28. Фуэнтекантос
29. Фуэнтельмонхе
30. Фуэнтельсас-де-Сория
31. Гомара
32. Инохоса-дель-Кампо
33. Ла-Лосилья
34. Лос-Вильярес-де-Сория
35. Маталебрерас
36. Монтеагудо-де-лас-Викариас
37. Наррос
38. Новьеркас
39. Ольвега
40. Пинилья-дель-Кампо
41. Портильо-де-Сория
42. Посальмуро
43. Киньонериа
44. Реньеблас
45. Реснос
46. Санта-Мария-де-Уэрта
47. Серон-де-Нахима
48. Тахауэрсе
49. Техадо
50. Торленгва
51. Торрубиа-де-Сория
52. Вильяр-дель-Кампо
53. Вильясека-де-Арсьель
54. Восмедиано